# Manenwolf
De manenwolf (Chrysocyon brachyurus) is een hoogbenige, bruinrode wilde hondachtige met lange oorschelpen, een spitse snuit en zwart gelaarsde poten. Hoewel hij uiterlijk kenmerken vertoont van de vos en de wolf, is hij nauwer verwant aan de boshond. 

## Algemeen
De manenwolf bewoont droge bossen en pampa's in centraal Zuid-Amerika, eet kleine knaagdieren, hagedissen, vogels en dergelijke en plantaardig voedsel. Het zijn schuwe dieren, die de mens mijden. Het dier wordt als schadelijk beschouwd en wordt door uitroeiing bedreigd.
Dankzij de lange poten kan de manenwolf zich door het hoge gras van de pampa verplaatsen en eroverheen kijken. Echte hardlopers zijn het niet. Omdat zij beide poten aan één zijde tegelijk verplaatsen zijn het telgangers.

## Voedsel en jacht
De manenwolf jaagt op kleine zoogdieren zoals konijnen, paca's en gordeldieren. Hij doet dit door ze langzaam te besluipen of in hinderlaag te gaan liggen en ze vervolgens met stijve poten te bespringen, zoals vossen dat doen. Meestal jaagt hij de prooi niet achterna. Als hij dit wel doet, rent hij er met grote sprongen achteraan, maar alleen over korte afstanden.
Hoewel hij ingedeeld is bij de vleeseters, heeft de manenwolf een opvallend veelzijdig dieet. Kleine zoogdieren, vogels, slangen en insecten vormen slechts de helft van zijn voedsel; de rest is afkomstig van de vruchten en planten die het seizoen te bieden heeft. De vruchten van Solanum lycocarpum kunnen tot wel de helft van zijn dieet vormen. Naar verluidt beschermen ze de manenwolf tegen infectie van Dioctophyme renale, een rondworm die gewoonlijk fataal voor hem is.

## Gewoonten
De manenwolf rust overdag meestal in een schuilplaats in hoog gras of struikgewas. In afgelegen gebieden waar zelden mensen komen foerageert hij soms overdag, maar hij is het actiefst tijdens de avondschemering en de daaropvolgende uren van duisternis. Het dier jaagt alleen en kan in de loop van een nacht 32 km afleggen.
Manenwolven zijn monogaam en een mannetje en wijfje delen soms dan ook hetzelfde territorium, maar ze zoeken alleen elkaars gezelschap in de paartijd.
Bij een potentieel vijandige ontmoeting cirkelen de dieren om elkaar heen met gekromde rug, de manen recht overeind en hun koppen opzij gedraaid, waarbij de witte keelmarkeringen duidelijker zichtbaar worden.

## Voortplanting
De wijfjes worden loops tussen april en juni. Na een draagtijd van 62 tot 66 dagen worden er twee tot vijf jongen geboren in een nest dat goed verstopt is in dichte begroeiing. De jongen zijn geheel met een zwarte vacht bedekt (op de witte staartpunt na) en wegen bij de geboorte ongeveer 350 gram. Na acht of negen dagen gaan hun ogen open. Ze beginnen voorverteerd en uitgebraakt voedsel te eten als ze een maand oud zijn. Als ze vijftien weken zijn zoogt de moeder ze niet meer. Na een jaar zijn ze lichamelijk en seksueel volwassen, maar ze planten zich meestal pas voort als ze twee jaar oud zijn.

## Trivia
- In tegenstelling tot veel hondachtigen heeft de manenwolf geen ondervacht.
- Het dier heeft een ongewone manier van graven. Hij graaft met zijn tanden in plaats van met zijn klauwen.